# Nicolas Claire
Nicolas Claire (Saint-Denis, 10 de julio de 1987) es un jugador de balonmano francés que juega de central en el Tremblay-en-France Handball. Es internacional con la selección de balonmano de Francia.
Con la selección ganó la medalla de bronce en el Campeonato Europeo de Balonmano Masculino de 2018.
Sus dos hermanos son también jugadores de balonmano en equipos más pequeños.

## Palmarés

### PSG
- Liga de Francia de balonmano (1): 2013

### HBC Nantes
- Copa de la Liga (1): 2015
- Supercopa de Francia (1): 2017
- Copa de Francia de balonmano (1): 2017

## Clubes
- Paris Saint-Germain (2008-2013)
- HBC Nantes (2013-2019)
- Pays d'Aix (2019-2023)
- Tremblay-en-France Handball (2023- )